# Virtua Tennis 2
Virtua Tennis 2 (w Japonii znana jako Power Smash 2, w USA Tennis 2K2) – gra sportowa, druga część serii Virtua Tennis, produkcji Sega-AM3, wydana w 2001 roku. Virtua Tennis wyszła w wersjach na konsole: Dreamcast, Sega NAOMI oraz PlayStation 2 (Sega Sports Tennis).
W porównaniu z pierwszą częścią, pojawiło się kilku nowych graczy oraz kobiety. Gracz ma również możliwość gry mieszanej, tzw. mikstowej (debel z udziałem osób różnych płci).